# Станьский, Ольгерд
Ольгерд Станьский (пол. Olgierd Stański; род. 4 апреля 1973, Седльце) — польский легкоатлет, специалист по метанию диска. Выступал за сборную Польши по лёгкой атлетике в конце 1990-х — середине 2000-х годов, многократный победитель и призёр первенств национального значения, участник летних Олимпийских игр в Сиднее.

## Биография
Ольгерд Станьский родился 4 апреля 1973 года в городе Седльце, Польша. Занимался лёгкой атлетикой в местном клубе WLKS Siedlce.
Начиная с 1997 года состоял в польской национальной сборной и регулярно принимал участие в различных международных турнирах.
В 1999 году на чемпионате Польши в Кракове с результатом 61,39 впервые превзошёл всех соотечественников в метании диска и завоевал золотую медаль. Будучи студентом, отправился на Универсиаду в Пальме, где в финале метнул диск на 56,24 метра и с этим результатом закрыл десятку сильнейших.
В июле 2000 года на соревнованиях в Быдгоще установил личный рекорд — 64,20 метра, тогда как в августе в Кракове с результатом 63,30 защитил звание национального чемпиона. Выполнив олимпийский квалификационный норматив, удостоился права защищать честь страны на летних Олимпийских играх в Сиднее — на предварительном квалификационном этапе метания диска показал результат 59,31 метра, чего оказалось недостаточно для выхода в финал.
В 2001 году на турнире в Быдгоще Станьский в третий раз подряд стал чемпионом Польши в метании диска (60,41). Помимо этого, принял участие в Универсиаде в Пекине, где с результатом 60,16 занял в финале шестое место.
В 2002 году на Кубке Европы в Анси показал третий результат в личном зачёте метания диска (60,88) и вместе с партнёрами по сборной расположился на шестой позиции командного зачёта.
В 2006 году отметился выступлением на чемпионате Европы в Гётеборге — метнул диск на 59,30	метра и в финал не вышел.
Впоследствии оставался действующим спортсменом вплоть до 2019 года, хотя сколько-нибудь значимых результатов на международной арене больше не показывал. Его место в основном составе сборной заняли более успешные дискоболы Пётр Малаховский, Андржей Кравчик, Пшемыслав Чайковский, Роберт Урбанек и др.